# Medardo Martínez
Medardo Antonio Martínez Morales (sinh ngày 20 tháng 10 năm 1988) là một cầu thủ bóng đá người Nicaragua hiện tại thi đấu ở vị trí tiền vệ cho Managua.

## Sự nghiệp câu lạc bộ
Anh khởi đầu đầu sự nghiệp tại câu lạc bộ quê nhà Xilotepelt trước khi chuyển đến Walter Ferretti. Anh gia nhập Managua vào mùa hè năm 2012.

## Sự nghiệp quốc tế
Martínez có màn ra mắt cho Nicaragua vào tháng 11 năm 2011 trong trận đấu tại Vòng loại giải vô địch bóng đá thế giới trước Dominica và tính đến tháng 12 năm 2013, có tổng cộng 6 lần ra sân, không ghi được bàn nào. Anh từng đại diện quốc gia trong một trận đấu tại Vòng loại giải vô địch bóng đá thế giới và thi đấu tại Cúp bóng đá Trung Mỹ 2013